# マリア・クリスティン・ユリアンティ
マリア・クリスティン・ユリアンティ（Maria Kristin Yulianti、1985年6月25日 - ）は、インドネシアの女子バドミントン選手。東ジャワ州トゥバン県出身。北京オリンピック女子シングルス銅メダリスト。

## 経歴
2004年よりいくつかのサテライト大会に出場し、マレーシアの大会で優勝。2005年もスラバヤやジャカルタなどの大会で優勝。
2006年、ルクセンブルクオープンで準優勝。ビットブルガーオープンの準決勝でシード選手の皮紅艶（フランス）を破る番狂わせを起こし決勝に進出し、徐懐雯（ドイツ）に敗れて準優勝。その後もシンガポールサテライトで優勝するなど実績を積み重ねた。
2007年、世界バドミントン選手権大会に第15シードで出場し、3回戦で世界ランク1位の張寧に敗れる。インドネシアオープンでは盧蘭に勝利して初めてスーパーシリーズの準々決勝に進出した後、ペトヤ・ネーデル チューワ（ブルガリア）に敗れた。東南アジア競技大会では女子シングルス決勝で同じインドネシアのアドリヤンティ・フィルダサリを2-0（21-16,21-15）で破り金メダルを獲得。団体戦でもシンガポールを破り2冠。
2008年、全英とスイスは1回戦で敗退。ユーバー杯では第2シード国の日本戦で、自身は廣瀬栄理子に1-2（21–9, 20–22, 20–22）で敗れたが、他のチームメイトが勝利して計4-1で勝利。準々決勝で香港、準決勝でドイツを破り、インドネシア14年ぶりの決勝進出を達成。決勝では中国に0-3で敗れて準優勝。インドネシアオープンでは、ピア・ゼバディア・バーナデット（インドネシア）、姚潔（オランダ）に勝利し、続く第7シードの周蜜（香港）に2-1（21–17, 15–21, 21–16）で、第2シードの張寧にも2-1（21–14, 20–22, 22–20）で勝利して決勝に進出。決勝では朱琳に1-2（18–21, 21–17, 14–21）で準優勝。
北京オリンピックにはノーシードで出場。Juliane Schenk（ドイツ）、Yoana Martinez（スペイン）に勝利した後、2008年全英オープンチャンピオンで第6シードのティナ・ラスムセン（デンマーク）に2-1（18–21, 21–19, 21–14）で、準々決勝は新鋭のサイナ・ネワール（インド）を2-1（26–28, 21–14, 21–15）で降して準決勝に進出。第2シードの張寧に0-2（15–21, 15–21）で敗れた後、3位決定戦で第3シードの盧蘭に1-2（11–21, 21–13, 21–15）で逆転勝利を収め、銅メダルを獲得。ノーシードの選手がメダルを獲得するのは史上初。
| 大会                                 | 年   | 結果     |
| ------------------------------------ | ---- | -------- |
| Malaysia Satellite                   | 2004 | 優勝     |
| Surabaya Satellite                   | 2005 | 優勝     |
| Jakarta Satellite                    | 2005 | 優勝     |
| Asian Satellite Badminton Tournament | 2005 | 優勝     |
| Luxembourg Open                      | 2006 | 準優勝   |
| Bitburger Open                       | 2006 | 準優勝   |
| Singapore Satellite                  | 2006 | 優勝     |
| 東南アジア競技大会 団体              | 2007 | 優勝     |
| 東南アジア競技大会 シングルス        | 2007 | 優勝     |
| ユーバー杯                           | 2008 | 準優勝   |
| Indonesia Open Super Series          | 2008 | 準優勝   |
| 北京オリンピック                     | 2008 | 銅メダル |